# Sing Forever (平井堅の曲)
「Sing Forever」（シング・フォーエバー）は、2010年10月13日に発売された平井堅の通算32枚目のシングル。発売元はDefSTAR Records。規格品番はDFCL-1687。CD EXTRA仕様の初回限定盤はDFCL-1686。

## 解説
前作「僕は君に恋をする」（2009年10月21日発売、DFCL-1603）から約1年を経て発売されたシングル盤。初回限定盤は、平井堅名義のCDシングルでは初めてCD EXTRA仕様となった。
表題曲「Sing Forever」は、平井自身が「15年を経て歌手として今思う気持ちを歌にした」「人生賛歌」との旨をコメントしている楽曲である。日本テレビ系情報番組『スッキリ!!』2010年10月度エンディング・テーマ。CDパッケージ発売前となる8月15日には、国立代々木競技場第一体育館（東京都渋谷区）で行われた音楽イベント「J-WAVE LIVE 2000＋10」に出演し、一足早く聴衆の前で披露された。
カップリング曲の「太陽」は、TBSテレビ主催“没後120年 ゴッホ展 こうして私はゴッホになった”のテーマ・ソングに起用された。また「CANDY -Suspicious Remix-」は、通算30枚目となったシングル曲「CANDY」（2009年9月23日発売、DFCL-1600）のリミックス。CDシングルに単曲のリミックス音源が収録されたのは、2007年2月28日に発売された「君の好きなとこ」収録の「バイマイメロディー HALFBY's music for momo REMIX」以来である。
初回限定盤のCD EXTRAには、ソニー主催SDオーディション映像のワンシーンや歴代ライブ映像のダイジェストなどで15周年を振り返るコンテンツを収録。オーディションの映像は過去にテレビ朝日系の正月特番『A HAPPY MUSIC YEAR』（2004年1月1日放送）で一部流れたことがあるが、公式商品に収められるのは初めてである。
発売当時のパッケージフィルムには、収録曲のタイアップやCD EXTRAに関する情報が記載されたシール付きで、CD帯裏にはスペシャル・ライブ公演“Ken Hirai 15th Anniversary Special!! Vol.4”の告知が記載されている。

## 収録曲

### CD
1. Sing Forever（4:55）
  - 作詞・作曲: 平井堅、編曲: 松浦晃久
2. 太陽（4:42）
  - 作詞・作曲: 平井堅、編曲: 松浦晃久
3. HOTEL VAMPIRE（4:19）
  - 作詞: 多田琢（TUGBOAT）、作曲: 平井堅・田中直、編曲: 田中直（SUPA LOVE）
4. CANDY -Suspicious Remix-（4:48）
  - 作詞: 平井堅、作曲: 櫻井大介、Remix: Tucker
5. Sing Forever -less vocal-（4:55）

### CD EXTRA
- Ken Hirai 15th Anniversary Live Digest Movie 1995-2010